# مونته‌چیکاردو
مونته‌چیکاردو (به ایتالیایی: Monteciccardo) یک کومونه در ایتالیا است که در استان پزارو و اوربینو واقع شده‌است. مونته‌چیکاردو ۲۵٫۹ کیلومترمربع مساحت و ۱٬۶۸۲ نفر جمعیت دارد و ۳۸۴ متر بالاتر از سطح دریا واقع شده.